# 埃里希·赫克
埃里希·赫克（Erich Hecke，1887年9月20日—1947年2月13日），德国数学家。

## 外部
- 埃里希·赫克在數學譜系計畫的資料。
- 約翰·J·奧康納; 埃德蒙·F·羅伯遜, ,  （英语）